# フレデリック・トゥーテル
フレデリック・トゥーテル（Frederick Delmont "Fred" Tootell、1902年9月9日 - 1964年9月29日）は、アメリカ合衆国の陸上競技選手。1924年パリオリンピックの金メダリストである。

## 経歴
トゥーテルは、メイン州のボウディン大学在学中だった1919年からハンマー投をはじめ、1923年、1924年には全米選手権を2連覇。1924年のパリオリンピックのトライアルには、足を故障しながらも優勝しオリンピック出場を決めた。オリンピックでは53.295mでアメリカ出身の代表選手としては初となるハンマー投金メダリストとなった。(アメリカは第1回大会から、ハンマー投で5大会連続金メダルを獲得してきたが、すべてアイルランド出身の移民選手であった。)
トゥーテルは、ハンマー投選手としては小柄で、他の選手と比べてもハンデを負っていたが、非常に技術が優れていた。
トゥーテルは、オリンピックの翌年、ロードアイランド大学の陸上とスキーのコーチとなる。この当時、スポーツのコーチはプロとみなされていたため、これ以後オリンピックへ出場することができなくなる。しかし、彼は、1936年ベルリンオリンピックには陸上競技のコーチとして参加している。
その後、トゥーテルは、1953年から1962年まで、ロードアイランド大学の陸上部の監督兼体育の教授として活躍した。
1964年、死去。